# Хёрт, Уильям
Уи́льям Макко́рд Хёрт (англ. William McChord Hurt; 20 марта 1950 — 13 марта 2022) — американский актёр, который был особенно популярен в 1980-е годы, мастерски воплощая психологически сложные образы весьма широкого диапазона.

## Биография
Хёрт родился в Вашингтоне, но детство провёл в Океании, где его отец служил дипломатом. После развода родителей мать Хёрта вышла замуж за владельца влиятельных журналов Time и Life. Уильям женился на начинающей актрисе Мэри Бет Хёрт, изучал актёрское ремесло в Лондоне. После развода приехал на мотоцикле на шекспировский фестиваль в Эштоне, где сыграл свою первую заметную роль — Гамлета. После этого сумел заполучить место в одном из театров Нью-Йорка.
Хёрт дебютировал в кино, сыграв одну из главных ролей в фантастическом фильме Кена Рассела «Другие ипостаси» (1980). После того как он снялся в «Жаре тела» (1981), Хёрта стали называть новым секс-символом. Однако самого актёра привлекали менее однозначные роли — такие как заключённый-гей в драме «Поцелуй женщины-паука» (1985), за которую он получил премии «Оскар» и BAFTA, а также приз Каннского кинофестиваля как лучший актёр.
В конце 1980-х годов кинокарьера Хёрта переживает подъём. Он вновь номинируется на «Оскар» за фильмы «Дети меньшего бога» (1986) и «Телевизионные новости» (1987). Не менее сочувственно критики приняли его работы в фильмах «Турист поневоле» (1988) и «Когда наступит конец света» (1991).
В течение 1990-х годов Хёрт снимался в кино относительно редко, предпочитая работать для телевидения. Его возвращение в Голливуд началось в 2001 году, когда Стивен Спилберг пригласил его на ключевую роль в фантастический блокбастер «Искусственный разум» (2001). После этого Хёрт сыграл у Стивена Гэгана в «Сириане» и у Роберта де Ниро в «Ложном искушении», а его небольшая, но выразительная роль в фильме «Оправданная жестокость» (2005) была номинирована на «Оскар». Некоторые критики отмечали, что персонаж Хёрта появляется в фильме всего на 10 минут, что, однако, не остановило академиков в желании выдвинуть актёра на премию. Последней знаковой ролью Хёрта был генерал Таддеус «Громовержец» Росс из медиафраншизы «Кинематографическая вселенная Marvel», он исполнял эту роль с 2008 и до самой смерти в 2022 году.

### Личная жизнь
В период с 1971 по 1982 год Хёрт был женат на Мэри Бет Хёрт. В 1981 году у Хёрта, который тогда ещё состоял в браке, начался роман с балериной Сандрой Дженнингс. Она забеременела весной 1982 года, что послужило причиной развода с Мэри.
Уильям Хёрт и Сандра Дженнингс не стали официально оформлять свои отношения и переехали в Южную Каролину, штат, признающий гражданские браки. Спустя некоторое время пара рассталась. Дженнингс подала на актёра в суд в Нью-Йорке, добиваясь признания их отношений гражданским браком по законам Южной Каролины. Однако нью-йоркский суд не признал гражданский союз, созданный в Южной Каролине, и вынес решение в пользу Хёрта.
Позже Хёрт встречался с Марли Матлин. В своей автобиографии «Я закричу позже», вышедшей в 2009 году, Матлин написала, что их отношения включали в себя употребление наркотиков и физическое насилие со стороны Хёрта.
У Хёрта было четверо детей: дочь от известной французской актрисы Сандрин Боннер, два сына от Хейди Хендерсон и ещё один сын от Сандры Дженнингс.
Уильям Хёрт был частным пилотом и владельцем самолёта Beechcraft Bonanza. Свободно владел французским языком и имел дом под Парижем.

### Болезнь и смерть
В мае 2018 года было объявлено, что Хёрт болен раком простаты в терминальной стадии, который уже дал метастазы в кости. Актёр умер от осложнений болезни 13 марта 2022 года в возрасте 71 года в своём доме в Портленде, штат Орегон.

## Фильмография

### Кино
| Год  | Название на русском                   | Оригинальное название                                | Роль                               | Примечания             |
| ---- | ------------------------------------- | ---------------------------------------------------- | ---------------------------------- | ---------------------- |
| 1980 | Другие ипостаси                       | Altered States                                       | Эдди Джессап                       |                        |
| 1981 | Свидетель                             | Eyewitness                                           | Дерилл Дивер                       |                        |
| 1981 | Жар тела                              | Body Heat                                            | Нед Расин                          |                        |
| 1983 | Большое разочарование                 | The Big Chill                                        | Ник                                |                        |
| 1983 | Парк Горького                         | Gorky Park                                           | Аркадий Ренько                     |                        |
| 1985 | Поцелуй женщины-паука                 | Kiss Of The Spider Woman                             | Луис Молина                        |                        |
| 1986 | Дети меньшего бога                    | Children of a Lesser God                             | Джеймс                             |                        |
| 1987 | Телевизионные новости                 | Broadcast News                                       | Том Груник                         |                        |
| 1988 | Время судьбы                          | A Time of Destiny                                    | Мартин Ларранета                   |                        |
| 1988 | Турист поневоле                       | The Accidental Tourist                               | Мейкон Лири                        |                        |
| 1990 | Я люблю тебя до смерти                | I Love You To Death                                  | Харлан                             |                        |
| 1990 | —                                     | Marilyn Hotchkiss’ Ballroom Dancing and Charm School | Стив Миллс                         | короткометражный фильм |
| 1990 | Элис                                  | Alice                                                | Даг Тейт                           |                        |
| 1991 | Доктор                                | The Doctor                                           | Джек Макки                         |                        |
| 1991 | Когда наступит конец света            | Until The End Of The World                           | Сэм Фарбер                         |                        |
| 1992 | Чума                                  | La Peste                                             | доктор Бернард Рьё                 |                        |
| 1993 | Мистер Чудо                           | Mr. Wonderful                                        | Том                                |                        |
| 1994 | Суд присяжных                         | Trial by Jury                                        | Томми Виси                         |                        |
| 1994 | Второй лучший                         | Second Best                                          | Грэм Холт                          |                        |
| 1995 | Дым                                   | Smoke                                                | Пол Бенджамин                      |                        |
| 1995 | Откровения незнакомцу                 | Confidences à un inconnu                             | незнакомец                         |                        |
| 1996 | Джейн Эйр                             | Jane Eyre                                            | Рочестер                           |                        |
| 1996 | Кушетка в Нью-Йорке                   | Un divan à New York                                  | Генри Харристон                    |                        |
| 1996 | Майкл                                 | Michael                                              | Фрэнк Куинлан                      |                        |
| 1997 | Боль любви                            | Loved                                                | Кей Ди Дитриксон                   |                        |
| 1998 | Тёмный город                          | Dark City                                            | инспектор Фрэнк Бамстед            |                        |
| 1998 | Предложение                           | The Proposition                                      | Артур Баррет                       |                        |
| 1998 | Затерянные в космосе                  | Lost in Space                                        | Джон Робинсон                      |                        |
| 1998 | Истинные ценности                     | One True Thing                                       | Джордж Гулден                      |                        |
| 1999 | Неопровержимые улики                  | The Big Brass Ring                                   | Блейк                              |                        |
| 1999 | Четвёртый этаж                        | The 4th Floor                                        | Грег Харрисон                      |                        |
| 1999 | Вкус солнечного света                 | Sunshine                                             | Андор Кнорр                        |                        |
| 1999 | Беспокойный свидетель                 | Do Not Disturb                                       | Уолтер                             |                        |
| 2000 | Потомки обезьян                       | The Simian Line                                      | Эдвард                             |                        |
| 2000 | Чудотворец                            | The Miracle Maker                                    | Иаир                               | мультфильм; озвучка    |
| 2000 | Заражённый                            | Contaminated Man                                     | Дэвид Уитман                       |                        |
| 2001 | Искусственный разум                   | A.I. Artificial Intelligence                         | профессор Аллен Хобби              |                        |
| 2001 | Редкие птицы                          | Rare Birds                                           | Дейв                               |                        |
| 2002 | В чужом ряду                          | Changing Lanes                                       | спонсор Дойла                      |                        |
| 2002 | Рядом с Раем                          | Au plus près du paradis                              | Мэтт                               |                        |
| 2002 | Бессмертные                           | Tuck Everlasting                                     | Ангус Так                          |                        |
| 2004 | Голубая бабочка                       | The Blue Butterfly                                   | Алан Осборн                        |                        |
| 2004 | Таинственный лес                      | The Village                                          | Эдвард Уокер                       |                        |
| 2005 | Король                                | The King                                             | Дэвид                              |                        |
| 2005 | Оправданная жестокость                | A History of Violence                                | Ричи Кьюсак                        |                        |
| 2005 | Неудачник                             | Neverwas                                             | доктор Питер Рид                   |                        |
| 2005 | Сириана                               | Syriana                                              | Стэн                               |                        |
| 2006 | Прекрасный Огайо                      | Beautiful Ohio                                       | мистер Мессерман                   |                        |
| 2006 | Ложное искушение                      | The Good Shepherd                                    | Филлип Аллен                       |                        |
| 2006 | Когтистый: легенда о снежном человеке | The Unknown                                          | Джон Дейвис                        | озвучка                |
| 2007 | Кто вы, мистер Брукс?                 | Mr. Brooks                                           | Маршалл                            |                        |
| 2007 | В диких условиях                      | Into the Wild                                        | Уолт Маккэндлесс                   |                        |
| 2007 | Шум                                   | Noise                                                | мэр Шнир                           |                        |
| 2008 | Жёлтый платочек счастья               | The Yellow Handkerchief                              | Бретт                              |                        |
| 2008 | Точка обстрела                        | Vantage Point                                        | президент США Генри Эштон          |                        |
| 2008 | Невероятный Халк                      | The Incredible Hulk                                  | генерал Таддеус «Громовержец» Росс |                        |
| 2009 | Конец игры                            | Endgame                                              | Уилли Эстерхайзе                   |                        |
| 2009 | Графиня                               | The Countess                                         | Дьёрдь Турзо                       |                        |
| 2010 | Река-вопрос                           | The River Why                                        | H2O                                |                        |
| 2010 | Робин Гуд                             | Robin Hood                                           | Уильям Маршал                      |                        |
| 2011 | Поздние цветы                         | Late Bloomers                                        | Адам                               |                        |
| 2011 | Врата ада                             | Hellgate                                             | Уоррен Миллс                       |                        |
| 2012 | Меня бесит его отсутствие             | J’enrage de son absence                              | Жак                                |                        |
| 2013 | Гостья                                | The Host                                             | Джебедайя «Джеб» Страйдер          |                        |
| 2013 | Исчезновение Элеанор Ригби: Она       | The Disappearance of Eleanor Rigby: Her              | Джулиан Ригби                      |                        |
| 2013 | Дни и ночи                            | Days and Nights                                      | Херб                               |                        |
| 2014 | Любовь сквозь время                   | Winter’s Tale                                        | Айзек Пенн                         |                        |
| 2014 | Исчезновение Элеанор Ригби: Они       | The Disappearance of Eleanor Rigby: Them             | Джулиан Ригби                      |                        |
| 2016 | Сила воли                             | Race                                                 | Джеремайя Махони                   |                        |
| 2016 | Первый мститель: Противостояние       | Captain America: Civil War                           | госсекретарь США Таддеус Росс      |                        |
| 2018 | Сезон чудес                           | The Miracle Season                                   | Эрни Фаунд                         |                        |
| 2018 | Мстители: Война бесконечности         | Avengers: Infinity War                               | госсекретарь США Таддеус Росс      |                        |
| 2019 | Мстители: Финал                       | Avengers: Endgame                                    | госсекретарь США Таддеус Росс      |                        |
| 2019 | Отчаянный ход                         | The Last Full Measure                                | Том Талли                          |                        |
| 2021 | Чёрная вдова                          | Black Widow                                          | госсекретарь США Таддеус Росс      |                        |
| 2022 | Русалка и дочь короля                 | The King's Daughter                                  | Пер Лашез                          |                        |

### Телевидение
| Год       | Название на русском                     | Оригинальное название                | Роль                  | Примечания                                                          |
| --------- | --------------------------------------- | ------------------------------------ | --------------------- | ------------------------------------------------------------------- |
| 1977      | Коджак                                  | Kojak                                | Джейк                 | телесериал; 2 эпизода                                               |
| 1977      | —                                       | The Best of Families                 | Джеймс Лэтроп         | мини-сериал                                                         |
| 1978      | Великие представления                   | Great Performances                   | Уолтер                | эпизод: Verna: USO Girl                                             |
| 1981      | —                                       | All the Way Home                     | Джей Фоллет           | телефильм                                                           |
| 1982      | Сон в летнюю ночь                       | A Midsummer Night’s Dream            | Оберон                | телефильм                                                           |
| 1991      | Американские мастера                    | American Masters                     | рассказчик            | документальный телесериал; эпизод: A. Einstein: How I See the World |
| 2000      | Дюна                                    | Dune                                 | герцог Лето Атрейдес  | мини-сериал; основная роль                                          |
| 2001      | Восход Фламинго                         | The Flamingo Rising                  | Тёрнер Найт           | телефильм                                                           |
| 2001      | Список Вариана                          | Varian’s War                         | Вариан Флай           | телефильм                                                           |
| 2001      | —                                       | Rivière-des-Jérémie                  | Джи Адам Дэвидсон     | телесериал                                                          |
| 2002      | Король Квинса                           | The King of Queens                   | доктор Тейбер         | эпизод: Shrink Wrap                                                 |
| 2002      | История Роберта Ханссена                | Master Spy: The Robert Hanssen Story | Роберт Ханссен        | телефильм                                                           |
| 2004      | Франкенштейн                            | Frankenstein                         | профессор Уолдман     | мини-сериал; основная роль                                          |
| 2005      | —                                       | Hunt for Justice                     | генерал Мортимер      | телефильм                                                           |
| 2006      | Ночные кошмары и фантастические видения | Nightmares and Dreamscapes           | Джейсон Реншоу        | эпизод: Battleground                                                |
| 2009      | Схватка                                 | Damages                              | Дэниел Пёрселл        | телесериал; 13 эпизодов                                             |
| 2011      | Моби Дик                                | Moby Dick                            | капитан Ахав          | мини-сериал; основная роль                                          |
| 2011      | Слишком крут для неудачи                | Too Big to Fail                      | Генри Полсон          | телефильм                                                           |
| 2013      | Челленджер                              | The Challenger                       | Ричард Фейнман        | телефильм                                                           |
| 2013      | Бонни и Клайд                           | Bonnie & Clyde                       | Фрэнк Хеймер          | мини-сериал; основная роль                                          |
| 2015      | Люди                                    | Humans                               | доктор Джордж Миликан | телесериал; 7 эпизодов                                              |
| 2016      | Беовульф                                | Beowulf                              | Хротгар               | телесериал; 5 эпизодов                                              |
| 2016—2019 | Голиаф                                  | Goliath                              | Дональд Куперман      | телесериал; 12 эпизодов                                             |
| 2018—2020 | Кондор                                  | Condor                               | Боб Партридж          | телесериал; роль второго плана                                      |

### Игры
| Год  | Название            | Роль                 | Примечания |
| ---- | ------------------- | -------------------- | ---------- |
| 2008 | The Incredible Hulk | генерал Таддеус Росс |            |

## Награды и номинации
| Награда                        | Год  | Категория                                                                    | Название работы          | Результат |
| ------------------------------ | ---- | ---------------------------------------------------------------------------- | ------------------------ | --------- |
| Оскар                          | 1986 | Лучшая мужская роль                                                          | Поцелуй женщины-паука    | Победа    |
| Оскар                          | 1987 | Лучшая мужская роль                                                          | Дети меньшего бога       | Номинация |
| Оскар                          | 1988 | Лучшая мужская роль                                                          | Телевизионные новости    | Номинация |
| Оскар                          | 2006 | Лучшая мужская роль второго плана                                            | Оправданная жестокость   | Номинация |
| Золотой глобус                 | 1981 | Лучший дебют актёра                                                          | Другие ипостаси          | Номинация |
| Золотой глобус                 | 1986 | Лучшая мужская роль в драматическом кинофильме                               | Поцелуй женщины-паука    | Номинация |
| Золотой глобус                 | 1987 | Лучшая мужская роль в драматическом кинофильме                               | Дети меньшего бога       | Номинация |
| Золотой глобус                 | 1988 | Лучшая мужская роль в комедийном кинофильме или мюзикле                      | Телевизионные новости    | Номинация |
| Золотой глобус                 | 2010 | Лучшая мужская роль второго плана в телесериале, мини-сериале или телефильме | Схватка                  | Номинация |
| Золотой глобус                 | 2012 | Лучшая мужская роль в мини-сериале или телефильме                            | Слишком крут для неудачи | Номинация |
| Прайм-таймовая премия «Эмми»   | 2009 | Лучшая мужская роль второго плана в драматическом телесериале                | Схватка                  | Номинация |
| Прайм-таймовая премия «Эмми»   | 2011 | Лучшая мужская роль в мини-сериале или телефильме                            | Слишком крут для неудачи | Номинация |
| BAFTA                          | 1986 | Лучшая мужская роль                                                          | Поцелуй женщины-паука    | Победа    |
| Каннский кинофестиваль         | 1985 | Приз за лучшую мужскую роль                                                  | Поцелуй женщины-паука    | Победа    |
| Премия Гильдии киноактёров США | 2008 | Лучший актёрский состав в игровом кино                                       | В диких условиях         | Номинация |
| Спутник                        | 2002 | Лучшая мужская роль в мини-сериале или телефильме                            | Список Вариана           | Номинация |
| Спутник                        | 2009 | Лучшая мужская роль в мини-сериале или телефильме                            | Конец игры               | Номинация |
| Спутник                        | 2011 | Лучшая мужская роль в мини-сериале или телефильме                            | Слишком крут для неудачи | Номинация |
| Спутник                        | 2013 | Лучшая мужская роль второго плана в мини-сериале, телесериале или телефильме | Бонни и Клайд            | Номинация |
| Сатурн                         | 2006 | Лучший киноактёр второго плана                                               | Оправданная жестокость   | Номинация |